# Сарненський район
Сарненський район (Сарненщина) — район Рівненської області в Україні, утворений 2020 року. Адміністративний центр — місто Сарни. Площа — 6212,7 км² (31% від площі області), населення — 212,7 тис. осіб (2020).

## Історія
Район створено відповідно до постанови Верховної Ради України № 807-IX від 17 липня 2020 року. До його складу увійшли: Дубровицька, Сарненська міські, Рокитнівська, Клесівська, Степанська селищні, Висоцька, Миляцька, Березівська, Старосільська, Вирівська, Немовицька сільські територіальні громади.
1 січня 2022 року указом президента України створено Національний природний парк «Пуща Радзівіла».

## Передісторія земель району
Раніше територія району входила до складу Сарненського (1940—2020), Дубровицького, Рокитнівського районів, ліквідованих тією ж постановою.